# Deep-dish pizza
Per deep-dish pizza (letteralmente pizza del piatto profondo), deep pan pizza oppure pizza Chicago style (dall'inglese Chicago-style pizza), si intende una variante della pizza nata a Chicago (Stati Uniti). Si tratta di un impasto dai bordi molto alti e burrosi che viene riempito di formaggio, salsa di pomodoro e salsiccia e successivamente cotto in teglia. Oltre a essere divenuta un piatto tipico di Chicago insieme agli hot-dog, la deep-dish pizza è considerata una specialità della cucina del Midwest, dove talora viene anche chiamata pie, associandola al relativo tipo di torta.

## Storia
Le origini della deep-dish pizza sono incerte. Sebbene qualcuno abbia asserito che fu inventata da Rudy Malnati nel 1943, altri sostengono che ebbe origine nello stesso anno quando l'ex calciatore Riz Ricardo mostrò tale ricetta a Ike Sewell, proprietario della pizzeria Uno di Chicago. Tale pizza si presentava con il bordo molto alto e la sua ricetta combinava i pomodori a delle spezie italiane per la farcia. Nel 1955 aprirono il ristorante consociato Due a pochi isolati di distanza da Uno. In seguito al loro successo, i due ristoranti divennero una catena di fast food nota come Uno Pizzeria & Grill, che dispone di circa 200 punti di ristoro in 28 paesi diversi. Oggi sono circa 2000 i ristoranti di Chicago che offrono tale specialità.

## Preparazione
Per la preparazione della deep-dish pizza viene usata una piastra tonda di circa 30 centimetri di diametro e alta 5 centimetri all'altezza del bordo. Il fondo e i bordi vengono interamente rivestiti di pasta e sopra di esso vengono aggiunti abbondanti quantità di formaggio, fra cui parmigiano grattugiato, e salsa di pomodoro. Il tempo di cottura varia dai 35 ai 45 minuti.

## Varianti

### Stuffed pizza

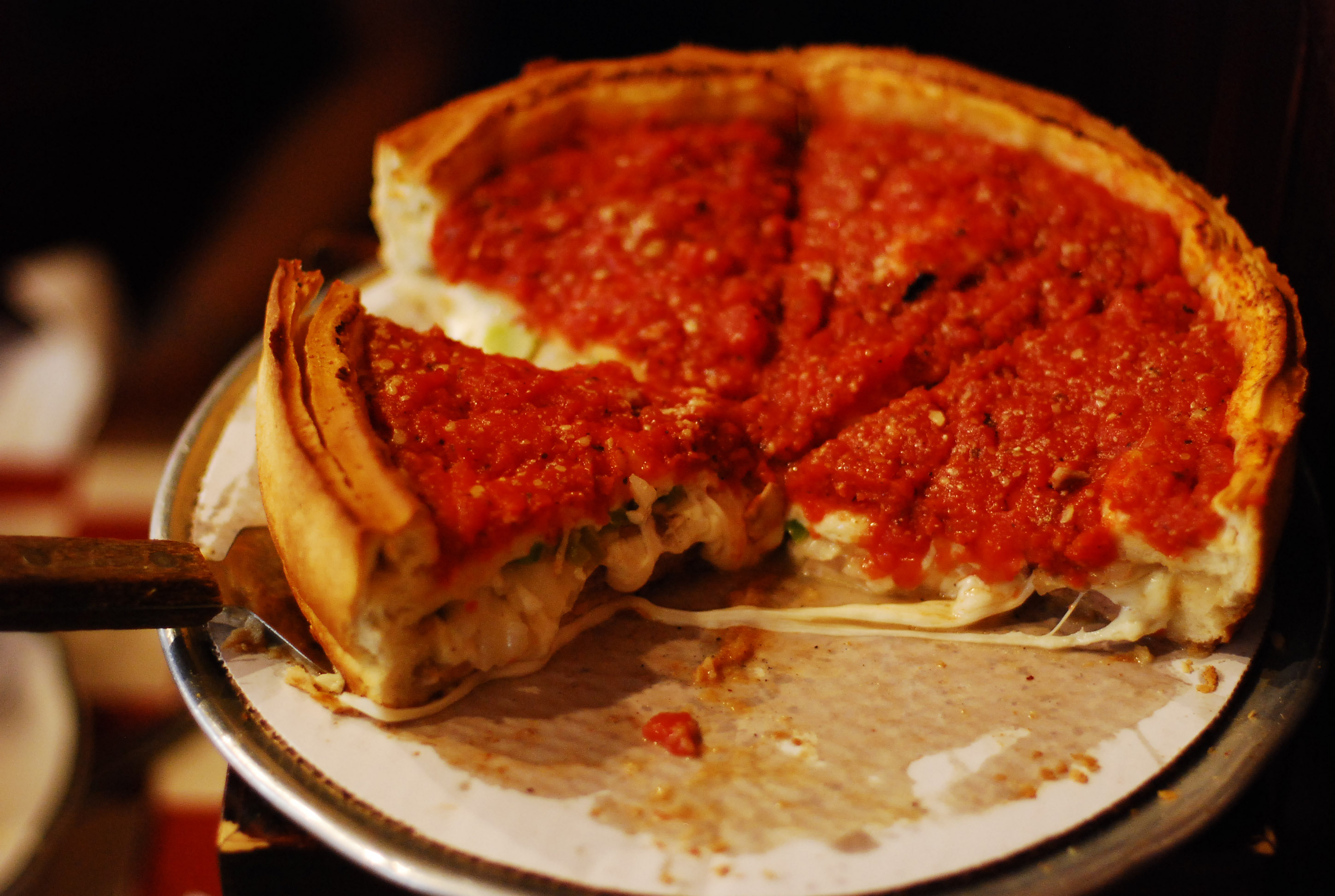
Una stuffed pizza

A metà degli anni settanta, Rocco Palese, fondatore con sua moglie Annunziata "Nancy" Scarano di Nancy's Pizza, modificò la ricetta della deep-dish pizza e creò la stuffed pizza, una variante che ricorda la cosiddetta scarcedda, pizza rustica pasquale della sua città natale Potenza. A differenza della deep-dish pizza, la stuffed pizza presenta uno strato di pasta sulla cima, a sua volta ricoperto con salsa di pomodoro e formaggio, e può avere un ripieno più sostanzioso che può contenere delle verdure.

### Pan Pizza
La Pan Pizza fu inventata dalla catena Pizza Hut. Viene cotta in una padella simile a quella della tipica pizza di Chicago, ma il fondo è ancora più spesso e ricorda la focaccia italiana.